# ريوسيوك نونوي
ريوسيوك نونوي (باليابانية: 布井良助) مواليد 18 يناير 1909 في كوبه - الوفاة 21 يوليو 1945 في بورما، كان لاعب كرة مضرب ياباني. وصل إلى نهائي ويمبلدون سنة 1933.

## الوفاة
خدم في جيش اليابان الإمبراطوري أثناء الحرب العالمية الثانية. حارب في حملة بورما، وانتحر في 21 يوليو 1945.

## النهائيات

### الزوجي: 1 (0–1)
| النتيجة | السنة | الدورة   | الشريك    | المنافس في النهائي    | النتيجة            |
| الوصافة | 1933  | ويمبلدون | جيرو ساتو | جان بورترا جاك برونون | 6–4, 3–6, 3–6, 5–7 |

## روابط خارجية
- ريوسيوك نونوي على موقع رابطة محترفي التنس (الإنجليزية)
- ريوسيوك نونوي على موقع الاتحاد الدولي لكرة المضرب (الإنجليزية)
- ريوسيوك نونوي على موقع كأس ديفيز (الإنجليزية)
- ريوسيوك نونوي على موقع بطولة ويمبلدون (الإنجليزية)
- ريوسيوك نونوي على موقع خلاصة التنس.كوم (الإنجليزية)